# Spilogona limnophorina
Spilogona limnophorina este o specie de muște din genul Spilogona, familia Muscidae. A fost descrisă pentru prima dată de Stein în anul 1898. Conform Catalogue of Life specia Spilogona limnophorina nu are subspecii cunoscute.